# Diamante do Norte
Diamante do Norte là một đô thị thuộc bang Paraná, Brasil. Đô thị này có diện tích 242,894 km², dân số năm 2007 là 5713 người, mật độ 20,5 người/km².